# Egnasides rudmuna
Egnasides rudmuna (лат.) — вид совок из подсемейства Calpinae, описанный Чарлзом Свайно в 1905 году. Единственный вид в роде Egnasides.

## Описание
Усики у самцов двусторонне гребенчатые. Голова, грудь и передние крылья охристо-коричневые. Задние крылья охристо-серые. Встречается в лесных экосистемах на высотах до 250 м над уровнем моря.

## Распространение
Распространены в Малайзии на острове Калимантан. Местонахождения вида известны в национальном парке Мулу и в окрестностях горы Кинабалу.